# Mosquée El Ghassiroun
La mosquée El Ghassiroun (arabe : مسجد الغاصرون) est une ancienne mosquée tunisienne, qui n'existe plus de nos jours et qui était située dans la médina de Tunis.
Bâtie à l'époque hafside, elle se trouvait sur la rue El Ghassiroun.